# Jan Sopko
Jan Sopko (17 ottobre 1968) è un ex calciatore ceco, fino al 1993 cecoslovacco, di ruolo difensore.

## Palmarès

### Club

#### Competizioni nazionali
- Coppa di Cecoslovacchia: 1

Sparta Praga: 1991-1992
- Campionato cecoslovacco: 1

Sparta Praga: 1992-1993
- Campionato ceco: 5

Sparta Praga: 1993-1994, 1994-1995
- Coppa della Repubblica Ceca: 1

Jablonec: 1997-1998